# NGC 3726
NGC 3726 (również PGC 35676 lub UGC 6537) – galaktyka spiralna z poprzeczką (SBc), znajdująca się w gwiazdozbiorze Wielkiej Niedźwiedzicy. Odkrył ją William Herschel 5 lutego 1788 roku.